# تریفنشتاین
تریفنشتاین (به آلمانی: Triefenstein) یک منطقهٔ مسکونی در آلمان است که در ماین-اشپسارت واقع شده‌است.

## خواهرخوانده
شهر وسی، کلودس خواهرخواندهٔ تریفنشتاین هست.